# 神明 (足立区)
神明（しんめい）は、東京都足立区の地名。現行行政地名は神明一丁目から三丁目。住居表示実施済み区域である。
隣接する地域は、北は埼玉県八潮市浮塚・垳、東は六木、南は花畑運河を挟んで辰沼および神明南、西は綾瀬川を挟んで南花畑。

## 地域
東京都足立区の北東部、周囲を垳川、綾瀬川、花畑運河、葛西用水路に囲まれた町が神明である。町域内に初等教育学校以上の教育機関がなく、域内学童は周囲を取り囲む川を越えて近隣の小中学校へと通っている。

### 地価
住宅地の地価は、2025年（令和7年）1月1日の公示地価によれば、神明1-3-4の地点で23万円/m2となっている。

## 地名の由来
かつての神明は久左衛門新田と呼ばれていた。この地のお宮を「神明様」として祀っていたことから、足立区成立時に久左衛門新田には神明町の名が付けられ、後の住居表示の実施の時にも神明の名が踏襲された。

## 世帯数と人口
2025年（令和7年）1月1日現在（足立区発表）の世帯数と人口は以下の通りである。
| 丁目       | 世帯数    | 人口    |
| ---------- | --------- | ------- |
| 神明一丁目 | 386世帯   | 774人   |
| 神明二丁目 | 856世帯   | 1,792人 |
| 神明三丁目 | 1,096世帯 | 2,435人 |
| 計         | 2,338世帯 | 5,001人 |

### 人口の変遷
国勢調査による人口の推移。
| 年                 | 人口  |
| ------------------ | ----- |
| 1995年（平成7年）  | 4,667 |
| 2000年（平成12年） | 4,662 |
| 2005年（平成17年） | 4,654 |
| 2010年（平成22年） | 5,099 |
| 2015年（平成27年） | 4,847 |
| 2020年（令和2年）  | 4,931 |

### 世帯数の変遷
国勢調査による世帯数の推移。
| 年                 | 世帯数 |
| ------------------ | ------ |
| 1995年（平成7年）  | 1,598  |
| 2000年（平成12年） | 1,649  |
| 2005年（平成17年） | 1,806  |
| 2010年（平成22年） | 2,082  |
| 2015年（平成27年） | 1,925  |
| 2020年（令和2年）  | 2,120  |

## 学区
区立小・中学校に通う場合、学区は以下の通りとなる（2023年4月時点）。なお、足立区では学校選択制度を導入しており、区内全域から選択することが可能。ただし、小学校に関しては、2018年（平成30年）度から学区域または学区域に隣接する学校のみの選択になる。
| 丁目       | 番地    | 小学校             | 中学校               |
| ---------- | ------- | ------------------ | -------------------- |
| 神明一丁目 | 全域    | 足立区立花畑小学校 | 足立区立第十三中学校 |
| 神明二丁目 | 1番     | 足立区立花畑小学校 | 足立区立第十三中学校 |
| 神明二丁目 | 2番以降 | 足立区立六木小学校 | 足立区立第十三中学校 |
| 神明三丁目 | 4番以降 | 足立区立六木小学校 | 足立区立第十三中学校 |
| 神明三丁目 | 1〜3番  | 足立区立花畑小学校 | 足立区立第十三中学校 |

## 事業所
2021年（令和3年）現在の経済センサス調査による事業所数と従業員数は以下の通りである。
| 丁目       | 事業所数  | 従業員数 |
| ---------- | --------- | -------- |
| 神明一丁目 | 27事業所  | 166人    |
| 神明二丁目 | 56事業所  | 495人    |
| 神明三丁目 | 43事業所  | 213人    |
| 計         | 126事業所 | 874人    |

### 事業者数の変遷
経済センサスによる事業所数の推移。
| 年                 | 事業者数 |
| ------------------ | -------- |
| 2016年（平成28年） | 134      |
| 2021年（令和3年）  | 126      |

### 従業員数の変遷
経済センサスによる従業員数の推移。
| 年                 | 従業員数 |
| ------------------ | -------- |
| 2016年（平成28年） | 989      |
| 2021年（令和3年）  | 874      |

## 施設
保育
- 足立区立神明町保育園

公園・児童遊園
- 神明北公園
- 神明東公園
- 神明水の森公園
- 神明六木遊歩道
- 神明二丁目児童遊園
- 神明二丁目第二児童遊園

## 史跡
- 稲荷神社
- 稲荷神社
- 天祖神社
- 南蔵院

## 歴史
久左衛門新田は寛永7年（1630年）に星野彦六という人物が辰沼新田とともに開墾した。当時は土合村と呼ばれていたのが、彦六の子である久左衛門の時代に久左衛門新田と呼ばれるようになった。元禄8年（1695年）の検地の時に久左衛門が願い出た時に久左衛門新田と改められたといわれるが、正保の頃（1644年-1648年）の記録には既に久左衛門新田と記載されている。

### 年表
- 1889年5月1日 - 東京府南足立郡久左衛門新田が周辺の村と合併し、花畑村が誕生。花畑村大字久左衛門新田となる。
- 1932年10月1日 - 南足立郡が東京市足立区となる。久左衛門新田は神明町とされる。
- 1963年 - 神明町の一部が神明南町や辰沼町などの周辺町に編入される。
- 1973年11月1日 - 神明町の一部に住居表示が実施され、谷中四丁目に編入される。
- 1976年10月1日 - 神明町の一部に住居表示が実施され、谷中五丁目に編入される。
- 1978年4月1日 - 神明町・花畑町・六木町の一部に住居表示が実施され、神明一-三丁目が新設される。同日、神明町の一部に住居表示が実施され、六木三・四丁目、北加平町に編入される。

## その他

### 日本郵便
- 郵便番号 : 121-0051[3]（集配局 : 足立北郵便局[17]）。